# Sindaci di Ispica

Di seguito l'elenco cronologico dei sindaci di Ispica (Spaccaforno fino al 1935) e delle altre figure apicali equivalenti che si sono succedute nel corso della storia dal 1782 ad oggi. Ispica è stata governata in totale da 59 sindaci.

## Elenco dei sindaci
Durante il periodo feudale i sindaci esistevano soltanto nelle Città Reali, cioè quelle città in cui vigeva la giurisdizione diretta del sovrano. In tutte le restanti città, tra cui Spaccaforno, la giurisdizione di ogni cosa ricadeva nelle mani del conte o del barone locale, il quale eleggeva ogni due anni dei giurati che avessero il compito di occuparsi della collettività. 
Fu il marchese Domenico Caracciolo, nominato viceré di Sicilia nel 1781, a volere che tutti i comuni del regno avessero un sindaco in grado di coordinare le iniziative in armonia con le leggi in vigore e limitare gli abusi del potere baronale sulla popolazione. Questo avvenne nel 1782 e il primo sindaco di Spaccaforno fu il barone Pasquale Bruno. 
In un primo tempo il sindaco eletto non ebbe alcun potere giuridico e rimase soltanto come figura rappresentativa della società, in quanto il popolo cedeva sempre alla suggestione dei baroni: infatti solamente i primi due sindaci appartennero alla borghesia locale. 
Le funzioni vere e proprie del sindaco vennero poi regolate con le leggi emanate dopo l'unificazione del Regno delle due Sicilie.

### Sindaci del Regno di Sicilia
I sindaci di Spaccaforno durante il Regno di Sicilia, dall'istituzione della figura del sindaco alla proclamazione del Regno delle Due Sicilie, sono stati 8.
| N. | Sindaco              | Periodo   |
| -- | -------------------- | --------- |
| 1  | Pasquale Bruno       | 1782-1784 |
| 2  | Vincenzo Di Martino  | 1784-1786 |
| 3  | Vincenzo Bruno       | 1786-1788 |
| 4  | Giombattista Vaccaro | 1788-1790 |
| 5  | Giuseppe Cuella (I)  | 1790-1794 |
| 6  | Antonio Modica       | 1794-1796 |
| 7  | Giuseppe Cuella (II) | 1796-1802 |
| 8  | Giombattista Modica  | 1802-1804 |
| 9  | Giovanni Modica      | 1804-1812 |

### Sindaci durante il Regno delle Due Sicilie
I sindaci di Spaccaforno durante il Regno delle Due Sicilie, dalla sua nascita sino alla proclamazione del Regno d'Italia, sono stati 14.
| n. | N. | Sindaco                     | Periodo   |
| -- | -- | --------------------------- | --------- |
| 1  | 10 | Pietro Modica               | 1819-1820 |
| 2  | 11 | Michele Modica Ciàceri      | 1820-1821 |
| 3  | 12 | Antonio Gambuzza Mizzi      | 1821-1823 |
| 4  | 13 | Paolo Denaro                | 1823-1826 |
| 5  | 14 | Giovanni Barone (I)         | 1826-1831 |
| 6  | 15 | Corrado Gambuzza (I)        | 1831-1833 |
| 7  | 16 | Benedetto Spadaro           | 1833-1834 |
| 8  | 17 | Giovanni Barone (II)        | 1834-1839 |
| 9  | 18 | Pasquale Bruno              | 1839-1840 |
| 10 | 19 | Francesco Serrentino        | 1840-1843 |
| 11 | 20 | Vincenzo Bruno Gaetani (I)  | 1843-1845 |
| 12 | 21 | Corrado Gambuzza (II)       | 1845-1846 |
| 13 | 22 | Vincenzo Bruno Gaetani (II) | 1846-1851 |
| 14 | 23 | Giuseppe Noto Bruno         | 1851-1853 |
| 15 | 24 | Francesco Vaccaro           | 1853-1856 |
| 16 | 25 | Antonio Modica Giansiracusa | 1856-1859 |
| 17 | 26 | Cesare Bruno Gaetani (I)    | 1859-1861 |

### Sindaci durante il Regno d'Italia
I primi cittadini di Spaccaforno durante il Regno d'Italia, dalla sua proclamazione sino alla sua dissoluzione, sono stati 20 tra cui 14 sindaci, 4 podestà e 2 luogotenenti. 
| n. | N. | Sindaco        | Sindaco                      | Periodo   |
| -- | -- | -------------- | ---------------------------- | --------- |
| 1  | 27 |                | Pietro Vaccaro Giuliana (I)  | 1861-1861 |
| 2  | 28 |                | Cesare Bruno Gaetani (II)    | 1861-1865 |
| 3  | 29 |                | Pietro Vaccaro Giuliana (II) | 1865-1866 |
| 4  | 30 |                | Cesare Bruno Gaetani (III)   | 1866-1869 |
| 5  | 31 |                | Pietro Modica Noto (I)       | 1869-1870 |
| 6  | 32 |                | Cesare Bruno Gaetani (IV)    | 1870-1876 |
| 7  | 33 |                | Pietro Modica Noto (II)      | 1876-1877 |
| 8  | 34 |                | Gennaro Maltese              | 1877-1881 |
| -  | -  | Regno d'Italia | Commissario                  | 1881-1886 |
| 9  | 35 |                | Pietro Bruno Modica          | 1886-1887 |
| -  | -  | Regno d'Italia | Commissario                  | 1887-1890 |
| 10 | 36 |                | Francesco Giarratana         | 1890-1892 |
| 11 | 37 |                | Cesare Bruno                 | 1892-1896 |
| 12 | 38 |                | Corrado Vaccaro (I)          | 1896-1899 |
| 13 | 39 |                | Andrea Pisana                | 1899-1902 |
| 14 | 40 |                | Corrado Bruno                | 1902-1903 |
| 15 | 41 |                | Luigi Bruno                  | 1903-1905 |
| 16 | 42 |                | Michele Zuccaro              | 1905-1909 |
| 17 | 43 |                | Corrado Vaccaro (II)         | 1909-1916 |
| 18 | 44 |                | Saverio Alfieri              | 1916-1920 |
| 19 | 45 |                | Innocenzo Leontini           | 1920-1923 |

#### Podestà durante il fascismo
| n. | N. | Podestà        | Podestà                 | Periodo   | Note                                        |
| -- | -- | -------------- | ----------------------- | --------- | ------------------------------------------- |
| 20 | 46 |                | Franzo Bruno Valenti    | 1923-1930 |                                             |
| 21 | 47 |                | Salvatore Hernandez     | 1930-1933 |                                             |
| 22 | 48 |                | Dionisio Moltisanti (I) | 1933-1940 | Spaccaforno assume l'attuale nome di Ispica |
| 23 | 49 |                | Guglielmo Lentini       | 1940-1943 |                                             |
| 24 | 50 |                | Vincenzo Figura         | 1943-1945 | Luogotenente                                |
| 25 | 51 |                | Natale Leontini         | 1945-1945 | Luogotenente                                |
| -  | -  | Regno d'Italia | Francesco Leni          | 1945-1946 | Commissario                                 |

### Sindaci durante la Repubblica Italiana
I sindaci di Ispica durante la Repubblica Italiana, dalla sua proclamazione sino ad oggi, sono stati 19 e hanno presieduto complessivamente 33 governi comunali. 
Salvatore Stornello è il politico che ha esercitato l'incarico per il periodo più lungo consecutivo, da luglio 1968 a gennaio 1982, per 13 anni e 6 mesi. Ha inoltre presieduto per più volte la giunta municipale (7), seguito da Saverio Hernandez, Sebastiano Tringali, Giuseppe Monaco, Quinto Bellisario, Carmelo Tomasi, Innocenzo Leontini, Rosario Gugliotta e Pietro Rustico (2). 
Stornello ha governato la città per un totale di 16 anni e 7 mesi, seguito da Piero Rustico (10 anni e 29 giorni), Rosario Gugliotta (6 anni, 5 mesi e 8 giorni), Francesco Hernandez (6 anni, 1 mese e 9 giorni) e Pierenzo Lucio Muraglie (5 anni, 3 mesi e 20 giorni). Giuseppe Bruno è il politico che ha esercitato l'incarico per il periodo più breve (3 mesi e 24 giorni).
Il Partito Socialista Italiano e la Democrazia Cristiana sono i partiti che hanno annoverato la maggior parte dei sindaci (5 ciascuno).
| Coalizione di sinistra (3) Coalizione di centrosinistra (10) Coalizione Civica (1) Coalizione di centrodestra (6) Coalizione di destra (1) | Coalizione di sinistra (3) Coalizione di centrosinistra (10) Coalizione Civica (1) Coalizione di centrodestra (6) Coalizione di destra (1) | Coalizione di sinistra (3) Coalizione di centrosinistra (10) Coalizione Civica (1) Coalizione di centrodestra (6) Coalizione di destra (1) | Coalizione di sinistra (3) Coalizione di centrosinistra (10) Coalizione Civica (1) Coalizione di centrodestra (6) Coalizione di destra (1) | Coalizione di sinistra (3) Coalizione di centrosinistra (10) Coalizione Civica (1) Coalizione di centrodestra (6) Coalizione di destra (1) | Coalizione di sinistra (3) Coalizione di centrosinistra (10) Coalizione Civica (1) Coalizione di centrodestra (6) Coalizione di destra (1) | Coalizione di sinistra (3) Coalizione di centrosinistra (10) Coalizione Civica (1) Coalizione di centrodestra (6) Coalizione di destra (1) | Coalizione di sinistra (3) Coalizione di centrosinistra (10) Coalizione Civica (1) Coalizione di centrodestra (6) Coalizione di destra (1) | Coalizione di sinistra (3) Coalizione di centrosinistra (10) Coalizione Civica (1) Coalizione di centrodestra (6) Coalizione di destra (1) | Coalizione di sinistra (3) Coalizione di centrosinistra (10) Coalizione Civica (1) Coalizione di centrodestra (6) Coalizione di destra (1) | Coalizione di sinistra (3) Coalizione di centrosinistra (10) Coalizione Civica (1) Coalizione di centrodestra (6) Coalizione di destra (1) | Coalizione di sinistra (3) Coalizione di centrosinistra (10) Coalizione Civica (1) Coalizione di centrodestra (6) Coalizione di destra (1) | Coalizione di sinistra (3) Coalizione di centrosinistra (10) Coalizione Civica (1) Coalizione di centrodestra (6) Coalizione di destra (1) |
| Sindaci eletti dal Consiglio comunale | Sindaci eletti dal Consiglio comunale | Sindaci eletti dal Consiglio comunale | Sindaci eletti dal Consiglio comunale | Sindaci eletti dal Consiglio comunale | Sindaci eletti dal Consiglio comunale | Sindaci eletti dal Consiglio comunale | Sindaci eletti dal Consiglio comunale | Sindaci eletti dal Consiglio comunale | Sindaci eletti dal Consiglio comunale | Sindaci eletti dal Consiglio comunale | Sindaci eletti dal Consiglio comunale | Sindaci eletti dal Consiglio comunale |
| n. | N. | Sindaco | Sindaco | Sindaco | Mandato | Mandato | Mandato | Partito | Giunta | Giunta | note | Elezioni |
| n. | N. | Sindaco | Sindaco | Sindaco | n. | dal | al | Partito | Giunta | Giunta | note | Elezioni |
| --- | --- | --- | --- | --- | --- | --- | --- | --- | --- | --- | --- | --- |
| 1 | 52 | | | Francesco Hernandez | I | 16 Aprile 1946 | 25 Maggio 1952 | PLI | | PLI-DC | | Aprile 1946 |
| 2 | 53 | | | Giuseppe Bruno | I | 6 Giugno 1952 | 30 Settembre 1952 | DC | | DC-MSI | | Maggio 1952 |
| 3 | 54 | | | Salvatore Cerruto | I | 1º Ottobre 1952 | 27 Maggio 1956 | DC | | DC-MSI | | Maggio 1952 |
| 4 | 55 | | | Dionisio Moltisanti (II) | I | 12 Giugno 1956 | 8 Giugno 1958 | MSI | | MSI-PLI | [ 9 ] | Maggio 1956 |
| 5 | 56 | | | Saverio Hernandez | I | 9 Giugno 1958 | 6 Novembre 1960 | PLI | | MSI-PLI | | Maggio 1956 |
| - | - | | Italia | Carlo Nicastro | - | Novembre 1960 | 8 Agosto 1961 | Commissario | | | [ 10 ] | Novembre 1960 |
| - | - | | | Salvatore Stornello | - | 8 Agosto 1961 | 22 Dicembre 1961 | Commissario | | | [ 10 ] | Novembre 1960 |
| 6 | 57 | | | Saverio Hernandez | II | 23 Dicembre 1961 | 1º Luglio 1963 | PLI | | DC-PLI-MSI | | Novembre 1960 |
| 7 | 58 | | | Francesco Marina | I | 2 Luglio 1963 | 22 Novembre 1964 | DC | | DC-PLI-MSI | | Novembre 1960 |
| 8 | 59 | | | Salvatore Stornello | I | 19 Dicembre 1964 | 18 Aprile 1967 | PSI | | PSI-PCI-PSDI | [ 11 ] | Novembre 1964 |
| 9 | 60 | | | Sebastiano Tringali | I | 19 Aprile 1967 | 21 Novembre 1967 | PSI | [ 12 ] | PSI-PCI-PSDI | | Novembre 1964 |
| 9 | 60 | II | 21 Novembre 1967 | Sebastiano Tringali | 22 Luglio 1968 | | PSI-DC-PSDI | PSI | | | | Novembre 1964 |
| 10 | 61 | | | Salvatore Stornello | II | 23 Luglio 1968 | PSI-DC-PSDI | 7 Giugno 1970 | PSI | [ 13 ] | | Novembre 1964 |
| 10 | 61 | III | 27 Luglio 1970 | Salvatore Stornello | 11 Maggio 1971 | | PSI-DC-PSDI | | PSI | Giugno 1970 | | |
| 10 | 61 | IV | 11 Maggio 1971 | Salvatore Stornello | 15 Giugno 1975 | | PSI-PSDI-PCI | | PSI | Giugno 1970 | | |
| 10 | 61 | V | 16 Giugno 1975 | Salvatore Stornello | 8 Giugno 1980 | | PSI-PCI | [ 14 ] | PSI | Giugno 1975 | | |
| 10 | 61 | VI | 6 Settembre 1980 | Salvatore Stornello | 23 Gennaio 1982 | | PSI-DC | | PSI | Giugno 1980 | | |
| 11 | 62 | | | Tommaso Oddo | I | 24 Gennaio 1982 | PSI-DC | 3 Luglio 1983 | PSI | Giugno 1980 | [ 15 ] | |
| 12 | 63 | | | Salvatore Stornello | VII | 4 Settembre 1983 | PSI-DC | 21 Ottobre 1984 | PSI | Giugno 1980 | [ 16 ] | |
| 13 | 64 | | | Giuseppe Monaco | I | 22 Ottobre 1984 | 13 Maggio 1985 | SIS | | Giugno 1980 | SIS-DC-PCI | [ 17 ] |
| 14 | 65 | | | Quinto Bellisario | I | 1º Giugno 1985 | 19 Marzo 1988 | DC | | SIS-DC-PCI | [ 18 ] | Maggio 1985 |
| 15 | 66 | | | Salvatore Carpintieri | I | 19 Marzo 1988 | 23 Luglio 1989 | PCI | | SIS-DC-PCI | | Maggio 1985 |
| 16 | 67 | | | Giuseppe Monaco | II | 24 Luglio 1989 | 6 Maggio 1990 | SIS | | SIS-DC-PCI | | Maggio 1985 |
| 17 | 68 | | | Quinto Bellisario | II | 7 Luglio 1990 | 11 Aprile 1991 | DC | | SIS-DC-PCI | | Maggio 1990 |
| 18 | 69 | | | Carmelo Tomasi | I | 17 Aprile 1991 | 15 Settembre 1991 | DC | | SIS-DC-PCI | | Maggio 1990 |
| 18 | 69 | II | 15 Settembre 1991 | Carmelo Tomasi | 27 Gennaio 1992 | | DC-PSI | DC | | | | Maggio 1990 |
| 19 | 70 | | | Innocenzo Leontini | I | 16 Febbraio 1992 | DC-PSI | 2 Marzo 1993 | PSI | [ 19 ] | | Maggio 1990 |
| 20 | 71 | | | Angelo Spadaro | I | 1º Aprile 1993 | DC-PSI | 30 Ottobre 1993 | PSI | | | Maggio 1990 |
| - | - | | Italia | Italo Runfola | - | 13 Dicembre 1993 | 30 Gennaio 1994 | Commissario | | | | Maggio 1990 |
| Sindaci eletti a suffragio popolare diretto                                                                                                | | | | | | | | | | | | |
| n. | N. | Sindaco | Sindaco | Sindaco | n. | dal | al | Partito | Coalizione | Coalizione | note | Elezioni |
| 21 | 72 | | | Giombattista Amore | I | 15 Febbraio 1994 | 25 Maggio 1998 | La Rete | | La Rete-PDS-SIS | | Gennaio 1994 |
| 22 | 73 | | | Rosario Gugliotta | I | 25 Maggio 1998 | 10 Giugno 2003 | FI | | FI-CCD-AN | | Maggio 1998 |
| 22 | 73 | | II | Rosario Gugliotta | 10 Giugno 2003 | 3 Novembre 2004 | Indipendente | | DS-Margherita-Civ. | [ 20 ] | Maggio 2003 | |
| - | - | | Italia | Claudio Sammartino | - | Novembre 2004 | 17 Maggio 2005 | Commissario | | | Maggio 2003 | [ 21 ] |
| 23 | 74 | | | Pietro Rustico | I | 17 Maggio 2005 | 1º Giugno 2010 | PdL | | FI-AN-UDC-Civ. | | Maggio 2005 |
| 23 | 74 | II | 1º Giugno 2010 | Pietro Rustico | 16 Giugno 2015 | | PDL-UDC-Civ. | PdL | | Maggio 2010 | | |
| 24 | 75 | | | Pierenzo Muraglie | I | 16 Giugno 2015 | 6 Ottobre 2020 | PD | | PD-Civiche | | Giugno 2015 |
| 25 | 76 | | | Innocenzo Leontini | II | 6 Ottobre 2020 | in carica | Indipendente | | Liste civiche (fino a marzo 2023) FdI- liste civiche (da marzo 2023)                                                                       | [ 22 ] | Ottobre 2020 |